# Roberto Bonano
Roberto Oscar Bonano (Rosário, 24 de Janeiro de 1970) é um ex-futebolista profissional argentino que atuava como goleiro.

## Carreira
Bonano se profissionalizou no Rosario Central.

### River Plate
Bonano integrou o River Plate na campanha vitoriosa da Libertadores da América de 1996.
Para poder jogar como um Comunitário na Europa, Bonano obteve um Passaporte italiano que lhe foi dado por causa de seus antepassados.

## Seleção
Bonono representou a Seleção Argentina de Futebol, na Copa do Mundo de 2002, na Coreia do Sul e Japão.

## Títulos

### River Plate
- 3 Primera División Argentina Apertura títulos

1996, 1997 e 1999
- 2 Primera División Argentina Clausura títulos 1997 e 2000
- 1 Taça Libertadores da América de 1996
- 1 Supercopa Libertadores 1997
- 2 Copas Revancha 1996 e 1997
- 1 Copa de Oro 1997
- 1 Copa Desafio 1996

### Rosário Central
- 1 Copa Conmebol 1995

### Real Club Murcia
- 1 Campeonato Espanhol-segunda divisão 2003
- 1 Troféu Nueva Condomina 2004

### FC Barcelona
- 1 Troféu Joan Gamper 2001 e 2002